# 马山街道 (无锡市)
马山街道，是中华人民共和国江苏省无锡市滨湖区下辖的一个乡镇级行政单位。

## 行政区划
马山街道下辖以下地区：
峰影社区、乐山社区、迎晖社区、古竹社区、檀溪社区、桃坞社区、群丰社区、嶂青社区、西村社区、和平社区、耿湾社区、万丰社区、湖山社区和阖闾社区。